# Xyletobius flosculus
Xyletobius flosculus är en skalbaggsart som beskrevs av Perkins 1910. Xyletobius flosculus ingår i släktet Xyletobius och familjen trägnagare. Inga underarter finns listade i Catalogue of Life.